# Großer Preis von Malaysia 2002
Der Große Preis von Malaysia 2002 (offiziell IV Petronas Malaysian Grand Prix) fand am 17. März auf dem Sepang International Circuit in Sepang statt und war das zweite Rennen der Formel-1-Weltmeisterschaft 2002.

## Bericht

### Hintergrund
Nach dem Großen Preis von Australien führte Michael Schumacher in der Fahrerwertung mit vier Punkten vor Juan Pablo Montoya und mit sechs Punkten vor Kimi Räikkönen. In der Konstrukteurswertung führte Ferrari mit vier Punkten vor Williams-BMW und mit sechs Punkten vor McLaren-Mercedes.
Mit Michael Schumacher (zweimal) und Eddie Irvine (einmal) traten zwei ehemalige Sieger zu diesem Grand Prix an.

### Training
Vor dem Rennen am Sonntag fanden vier Trainingssitzungen statt, jeweils zwei am Freitag und Samstag. Die Sitzungen am Freitagmorgen und -nachmittag dauerten jeweils eine Stunde; die dritte und vierte Sitzung am Samstagmorgen dauerte jeweils 45 Minuten.
Am Freitag war Räikkönen mit 1:37,399 Minuten der Schnellste, gefolgt von David Coulthard und Michael Schumacher.
Am Samstag setzte sich dann Montoya mit 1:36,556 Minuten an die Spitze. Zweiter wurde Räikkönen, Dritter Ralf Schumacher.

### Qualifying
Das Qualifying am Samstagnachmittag dauerte eine Stunde. Jeder Fahrer war auf zwölf Runden begrenzt, wobei die Startreihenfolge durch die schnellsten Runden der Fahrer bestimmt wurde. Während dieser Sitzung war die 107-Prozent-Regel in Kraft, die erforderte, dass jeder Fahrer eine Zeit innerhalb von 107 % der schnellsten Runde aufstellte, um sich für das Rennen zu qualifizieren.
Im Qualifying holte Michael Schumacher seine erste Pole-Position 2002. Auf den folgenden Plätze landeten Montoya, Rubens Barrichello und Ralf Schumacher.

### Warm Up
Das Warm Up am Sonntagmorgen fand unter trockenen Bedingungen statt. Die schnellste Runde erzielte Barrichello vor seinem Teamkollegen Michael Schumacher. Coulthard belegte den dritten Platz.

### Rennen
Am Start untersteuerte Michael Schumachers Ferrari und kollidierte daraufhin mit Montoya, wobei er seinen Frontflügel verlor. Montoya kam daraufhin kurz von der Strecke ab.
Damit übernahm Barrichello die Spitze. Michael Schumacher kam für einen Frontflügelwechsel an die Box, dies beförderte Ralf Schumacher auf den zweiten Platz. In der zweiten Runde kam es zu einer Kollision zwischen den beiden Jordans von Giancarlo Fisichella und Takuma Satō, als Satō Fisichella ins Heck fuhr. Satō entschuldigte sich nach dem Rennen bei seinen Teamkollegen. In Runde 7 erhielt Montoya eine Durchfahrtsstrafe, die den Kolumbianer 20 Sekunden kostete. Es war die erste Durchfahrtsstrafe in der Formel 1, da die Strafe erst vor der Saison in den Strafenkatalog aufgenommen wurde.
Vorne fuhren Barrichello, Ralf Schumacher und die beiden McLaren von Räikkönen und Coulthard. Beide erlitten allerdings früh im Rennen einen Motorschaden.
Barrichello war auf einer Zwei-Stopp-Strategie während Ralf Schumacher auf einer Ein-Stopp-Strategie unterwegs war.
Jenson Button fuhr die meiste Zeit des Rennens auf Rang 3 bis Montoya ihn überholte. Button war kurz davor erstmals aufs Podium zu fahren, bis seine Aufhängung kaputt ging. Michael Schumacher erbte daraufhin den dritten Rang und fuhr an Button vorbei.
Williams gelang schlussendlich der erste Doppelsieg seit dem Großer Preis von Portugal 1996. Für Ralf Schumacher war es der vierte Sieg in der Formel-1-Weltmeisterschaft. Michael Schumacher komplettierte das Podium. Button rettete sich auf den vierten Platz. Die restlichen Punkte gingen an die Sauber Piloten Nick Heidfeld und Felipe Massa, welcher seine ersten Punkte holte.
In der Fahrerwertung blieb Michael Schumacher vor Montoya. Ralf Schumacher war neuer Dritter. In der Konstrukteurswertung übernahm Williams-BMW die Führung vor Ferrari und McLaren-Mercedes.

## Meldeliste
| Team                       | Nr. | Fahrer                | Chassis        | Motor                 | Reifen |
| -------------------------- | --- | --------------------- | -------------- | --------------------- | ------ |
| Scuderia Ferrari Marlboro  | 01  | Michael Schumacher    | Ferrari F2001  | Ferrari 3.0 V10       | B      |
| Scuderia Ferrari Marlboro  | 02  | Rubens Barrichello    | Ferrari F2001  | Ferrari 3.0 V10       | B      |
| West McLaren Mercedes      | 03  | David Coulthard       | McLaren MP4-17 | Mercedes-Benz 3.0 V10 | M      |
| West McLaren Mercedes      | 04  | Kimi Räikkönen        | McLaren MP4-17 | Mercedes-Benz 3.0 V10 | M      |
| BMW.WilliamsF1 Team        | 05  | Ralf Schumacher       | Williams FW24  | BMW 3.0 V10           | M      |
| BMW.WilliamsF1 Team        | 06  | Juan Pablo Montoya    | Williams FW24  | BMW 3.0 V10           | M      |
| Sauber Petronas            | 07  | Nick Heidfeld         | Sauber C21     | Petronas 3.0 V10      | B      |
| Sauber Petronas            | 08  | Felipe Massa          | Sauber C21     | Petronas 3.0 V10      | B      |
| DHL Jordan Honda           | 09  | Giancarlo Fisichella  | Jordan EJ12    | Honda 3.0 V10         | B      |
| DHL Jordan Honda           | 10  | Takuma Satō           | Jordan EJ12    | Honda 3.0 V10         | B      |
| Lucky Strike BAR Honda     | 11  | Jacques Villeneuve    | BAR 004        | Honda 3.0 V10         | B      |
| Lucky Strike BAR Honda     | 12  | Olivier Panis         | BAR 004        | Honda 3.0 V10         | B      |
| Mild Seven Renault F1 Team | 14  | Jarno Trulli          | Renault R202   | Renault 3.0 V10       | M      |
| Mild Seven Renault F1 Team | 15  | Jenson Button         | Renault R202   | Renault 3.0 V10       | M      |
| Jaguar Racing              | 16  | Eddie Irvine          | Jaguar R3      | Ford Cosworth 3.0 V10 | M      |
| Jaguar Racing              | 17  | Pedro de la Rosa      | Jaguar R3      | Ford Cosworth 3.0 V10 | M      |
| Orange Arrows Cosworth     | 20  | Heinz-Harald Frentzen | Arrows A23     | Ford Cosworth 3.0 V10 | B      |
| Orange Arrows Cosworth     | 21  | Enrique Bernoldi      | Arrows A23     | Ford Cosworth 3.0 V10 | B      |
| KL Minardi Asiatech        | 22  | Alex Yoong            | Minardi PS02   | Asiatech 3.0 V10      | M      |
| KL Minardi Asiatech        | 23  | Mark Webber           | Minardi PS02   | Asiatech 3.0 V10      | M      |
| Panasonic Toyota Racing    | 24  | Mika Salo             | Toyota TF102   | Toyota 3.0 V10        | M      |
| Panasonic Toyota Racing    | 25  | Allan McNish          | Toyota TF102   | Toyota 3.0 V10        | M      |

## Klassifikation

### Qualifying
| Pos.                                                                   | Fahrer                | Konstrukteur     | Q1       | Start |
| ---------------------------------------------------------------------- | --------------------- | ---------------- | -------- | ----- |
| 01                                                                     | Michael Schumacher    | Ferrari          | 1:35,266 | 01    |
| 02                                                                     | Juan Pablo Montoya    | Williams-BMW     | 1:35,497 | 02    |
| 03                                                                     | Rubens Barrichello    | Ferrari          | 1:35,891 | 03    |
| 04                                                                     | Ralf Schumacher       | Williams-BMW     | 1:36,028 | 04    |
| 05                                                                     | Kimi Räikkönen        | McLaren-Mercedes | 1:36,468 | 05    |
| 06                                                                     | David Coulthard       | McLaren-Mercedes | 1:36,477 | 06    |
| 07                                                                     | Nick Heidfeld         | Sauber-Petronas  | 1:37,199 | 07    |
| 08                                                                     | Jenson Button         | Renault          | 1:37,245 | 08    |
| 09                                                                     | Giancarlo Fisichella  | Jordan-Honda     | 1:37,536 | 09    |
| 10                                                                     | Mika Salo             | Toyota           | 1:37,694 | 10    |
| 11                                                                     | Heinz-Harald Frentzen | Arrows-Cosworth  | 1:37,919 | 11    |
| 12                                                                     | Jarno Trulli          | Renault          | 1:37,920 | 12    |
| 13                                                                     | Jacques Villeneuve    | BAR-Honda        | 1:38,039 | 13    |
| 14                                                                     | Felipe Massa          | Sauber-Petronas  | 1:38,057 | 14    |
| 15                                                                     | Takuma Satō           | Jordan-Honda     | 1:38,141 | 15    |
| 16                                                                     | Enrique Bernoldi      | Arrows-Cosworth  | 1:38,284 | 16    |
| 17                                                                     | Pedro de la Rosa      | Jaguar-Cosworth  | 1:38,374 | 17    |
| 18                                                                     | Olivier Panis         | BAR-Honda        | 1:38,390 | 18    |
| 19                                                                     | Allan McNish          | Toyota           | 1:38,959 | 22    |
| 20                                                                     | Eddie Irvine          | Jaguar-Cosworth  | 1:39,121 | 19    |
| 21                                                                     | Mark Webber           | Minardi-Asiatech | 1:39,454 | 20    |
| 22                                                                     | Alex Yoong            | Minardi-Asiatech | 1:40,158 | 21    |
| 107-Prozent-Zeit: 1:41.935 min (bezogen auf Bestzeit von 1:35,266 min) |                       |                  |          |       |

### Rennen
| Pos. | Fahrer                | Konstrukteur     | Runden | Stopps | Zeit        | Start | Schnellste Runde |
| ---- | --------------------- | ---------------- | ------ | ------ | ----------- | ----- | ---------------- |
| 01   | Ralf Schumacher       | Williams-BMW     | 56     | 1      | 1:34:12,912 | 04    | 1:38,369 (29.)   |
| 02   | Juan Pablo Montoya    | Williams-BMW     | 56     | 3      | + 39,700    | 02    | 1:38,049 (38.)   |
| 03   | Michael Schumacher    | Ferrari          | 56     | 3      | + 1:01,795  | 01    | 1:38,754 (53.)   |
| 04   | Jenson Button         | Renault          | 56     | 1      | + 1:09,767  | 08    | 1:40,011 (28.)   |
| 05   | Nick Heidfeld         | Sauber-Petronas  | 55     | 2      | + 1 Runde   | 07    | 1:40,575 (18.)   |
| 06   | Felipe Massa          | Sauber-Petronas  | 55     | 1      | + 1 Runde   | 14    | 1:41,324 (25.)   |
| 07   | Allan McNish          | Toyota           | 55     | 2      | + 1 Runde   | 22    | 1:41,321 (38.)   |
| 08   | Jacques Villeneuve    | BAR-Honda        | 55     | 1      | + 1 Runde   | 13    | 1:42,373 (45.)   |
| 09   | Takuma Satō           | Jordan-Honda     | 54     | 2      | + 2 Runden  | 15    | 1:41,181 (51.)   |
| 10   | Pedro de la Rosa      | Jaguar-Cosworth  | 54     | 3      | + 2 Runden  | 17    | 1:40,675 (52.)   |
| 11   | Heinz-Harald Frentzen | Arrows-Cosworth  | 54     | 2      | + 2 Runden  | 11    | 1:40,267 (54.)   |
| 12   | Mika Salo             | Toyota           | 53     | 4      | + 3 Runden  | 10    | 1:39,649 (47.)   |
| 13   | Giancarlo Fisichella  | Jordan-Honda     | 53     | 2      | + 3 Runden  | 09    | 1:41,410 (49.)   |
| –    | Rubens Barrichello    | Ferrari          | 39     | 2      | DNF         | 03    | 1:38,931 (20.)   |
| –    | Mark Webber           | Minardi-Asiatech | 34     | 1      | DNF         | 20    | 1:43,125 (20.)   |
| –    | Eddie Irvine          | Jaguar-Cosworth  | 30     | 1      | DNF         | 19    | 1:42,323 (20.)   |
| –    | Alex Yoong            | Minardi-Asiatech | 29     | 2      | DNF         | 21    | 1:43,190 (18.)   |
| –    | Kimi Räikkönen        | McLaren-Mercedes | 24     | 0      | DNF         | 05    | 1:39,800 (21.)   |
| –    | Enrique Bernoldi      | Arrows-Cosworth  | 20     | 0      | DNF         | 16    | 1:41,891 (19.)   |
| –    | David Coulthard       | McLaren-Mercedes | 15     | 0      | DNF         | 06    | 1:41,455 (10.)   |
| –    | Olivier Panis         | BAR-Honda        | 9      | 0      | DNF         | 18    | 1:43,567 (09.)   |
| –    | Jarno Trulli          | Renault          | 9      | 1      | DNF         | 12    | 1:43,702 (06.)   |

## WM-Stände nach dem Rennen
Die ersten sechs des Rennens bekamen 10, 6, 4, 3, 2 bzw. 1 Punkt(e).

### Fahrerwertung
| Pos. | Fahrer             | Konstrukteur     | Punkte |
| ---- | ------------------ | ---------------- | ------ |
| 01   | Michael Schumacher | Ferrari          | 14     |
| 02   | Juan Pablo Montoya | Williams-BMW     | 12     |
| 03   | Ralf Schumacher    | Williams-BMW     | 10     |
| 04   | Kimi Räikkönen     | McLaren-Mercedes | 4      |
| 05   | Eddie Irvine       | Jaguar-Cosworth  | 3      |
| 06   | Jenson Button      | Renault          | 3      |
| 07   | Mark Webber        | Minardi-Asiatech | 2      |
| 08   | Nick Heidfeld      | Sauber-Petronas  | 2      |
| 09   | Mika Salo          | Toyota           | 1      |
| 10   | Felipe Massa       | Sauber-Petronas  | 1      |
| 11   | Alex Yoong         | Minardi-Asiatech | 0      |

| Pos. | Fahrer                | Konstrukteur     | Punkte |
| ---- | --------------------- | ---------------- | ------ |
| 12   | Allan McNish          | Toyota           | 0      |
| 13   | Pedro de la Rosa      | Jaguar-Cosworth  | 0      |
| 14   | Jacques Villeneuve    | BAR-Honda        | 0      |
| 15   | Takuma Satō           | Jordan-Honda     | 0      |
| 16   | Heinz-Harald Frentzen | Arrows-Cosworth  | 0      |
| 17   | Giancarlo Fisichella  | Jordan-Honda     | 0      |
| –    | David Coulthard       | McLaren-Mercedes | 0      |
| –    | Jarno Trulli          | Renault          | 0      |
| –    | Rubens Barrichello    | Ferrari          | 0      |
| –    | Olivier Panis         | BAR-Honda        | 0      |
| –    | Enrique Bernoldi      | Arrows-Cosworth  | 0      |

### Konstrukteurswertung
| Pos. | Konstrukteur     | Punkte |
| ---- | ---------------- | ------ |
| 01   | Williams-BMW     | 22     |
| 02   | Ferrari          | 14     |
| 03   | McLaren-Mercedes | 4      |
| 04   | Jaguar-Cosworth  | 3      |
| 05   | Renault          | 3      |
| 06   | Sauber-Petronas  | 3      |

| Pos. | Konstrukteur     | Punkte |
| ---- | ---------------- | ------ |
| 07   | Minardi-Asiatech | 2      |
| 08   | Toyota           | 1      |
| 09   | BAR-Honda        | 0      |
| 10   | Jordan-Honda     | 0      |
| 11   | Arrows-Cosworth  | 0      |